# Rinodina reagens
Rinodina reagens är en lavart som beskrevs av Matzer & H. Mayrhofer. Rinodina reagens ingår i släktet Rinodina och familjen Physciaceae.   Inga underarter finns listade i Catalogue of Life.